# Ван дер Веен, Геррит
Ге́ррит Ян ван дер Ве́ен (нидерл. Gerrit Jan van der Veen; 26 ноября 1902 года, Амстердам — 10 июня 1944 года, Овервен) — нидерландский скульптор, член Движение Сопротивления в Нидерландах во время Второй мировой войны.

## Биография
После окончания средней школы, он прошёл обучение на механика в железнодорожной школе, и затем устроился на работу в чертежное бюро Nederlandse Spoorwegen. Его художественный талант проявился в его увлечениях — создании мультфильмов, для чего он сам изобрел аппарат, а также карикатур и деревянных фигур. В 1924 году он одержал победу в конкурсе скульпторов-любителей в Зандаме. С 1925 по 1928 год он работал в дочерней компании Royal Dutch Shell Bataafse Petroleum Maatschappij (BPM) на острове Кюрасао.
Учился в Королевской академии изящных искусств в Амстердаме. В 1930 году он был награждён Римской премией. Впоследствии получал регулярные заказы особенно на бюсты и скульптуры. Является автором памятника Королеве Эмме Вальдек-Пирмонтской в Барне. Затем получил заказ спроектировать монументальные часы в Виллемстаде. Его последней работой была скульптурная группа «Единство Земли» перед Центральным вокзалом Утрехта.

### Движение Сопротивления
С 1942 года он занимал пост редактора газеты De Vrije Kunstenaar, в которой в августе 1942 года написал статью против начала депортации еврейского народа под названием Manifest bij de norinvoering der slavernij.
Вместе с типографом Франсом Дуваером ван дер Веена основал Persoonsbewijzencentrale (PBS), в котором команда графических дизайнеров, полиграфистов и специалистов по бумаге изготовила около 65 000 поддельных личных документов и около 75 000 продовольственных карточек.
27 марта 1943 года подпольная группа из 9 человек, которой руководил ван дер Веен, разоружив охранников, сожгла адресный стол в Амстердаме. За терактом последовала волна арестов, закончившихся расстрелом двенадцати членов сопротивления.
29 апреля 1944 года государственная типография в Гааге стала объектом ограбления, в ходе которого было украдено 10 000 пустых удостоверений личности.
В ночь на 1 мая 1944 года, подпольная группа ван дер Веена предприняла очередную попытку освободить заключенных из амстердамской тюрьмы. Группа участвовала в перестрелке с немецкими охранниками, и ван дер Веен получил два пулевых ранения в спину. Герхард Бадриан отнес его в убежище. 12 мая 1944 года он был найден там службой безопасности и арестован. 10 июня он был приговорен к смертной казни вместе с Дуваером и пятью другими обвиняемыми и казнен в тот же день в Зёйд-Кеннемерланде.

## Галерея

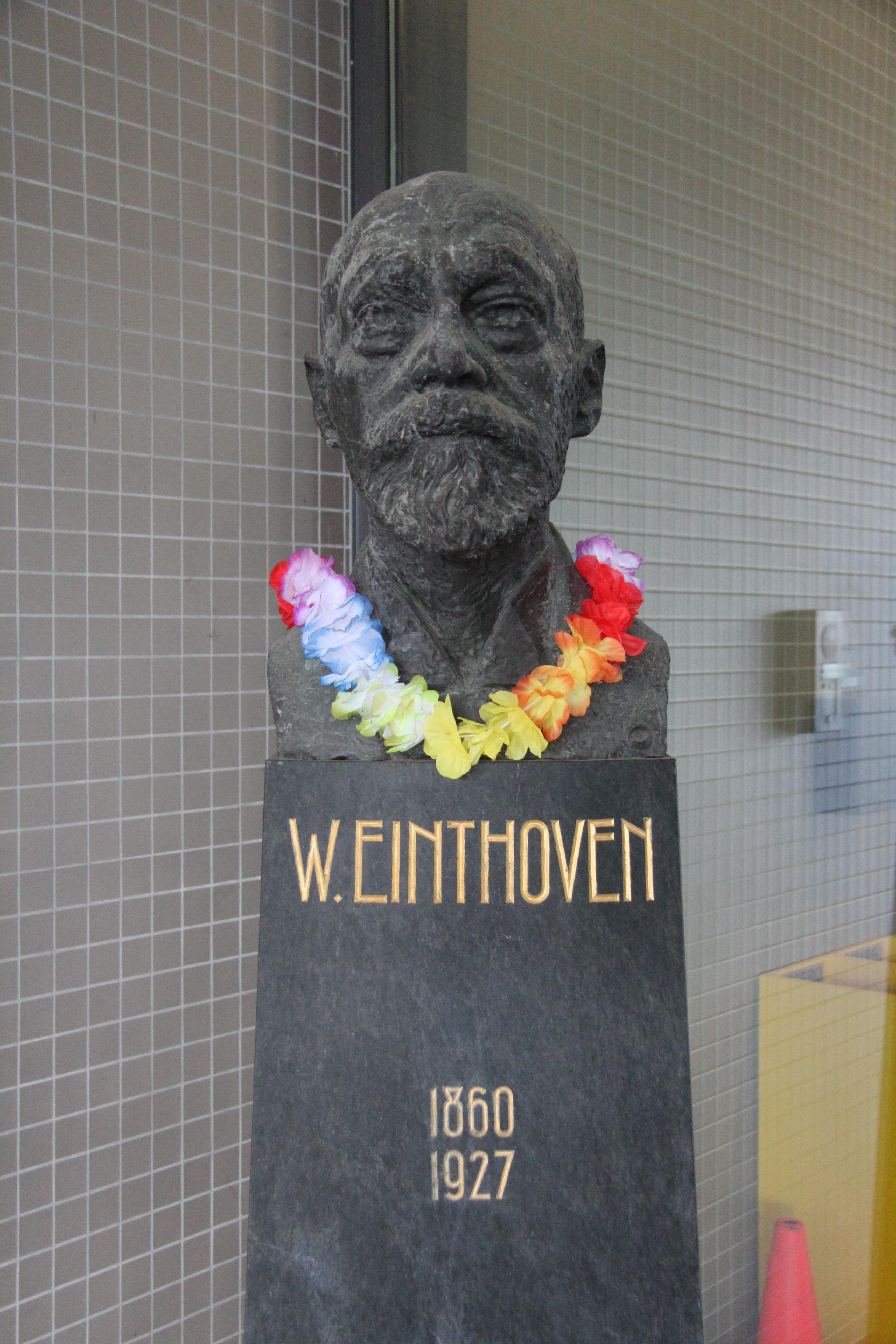
Бюст Виллема Эйнтховена (1933)
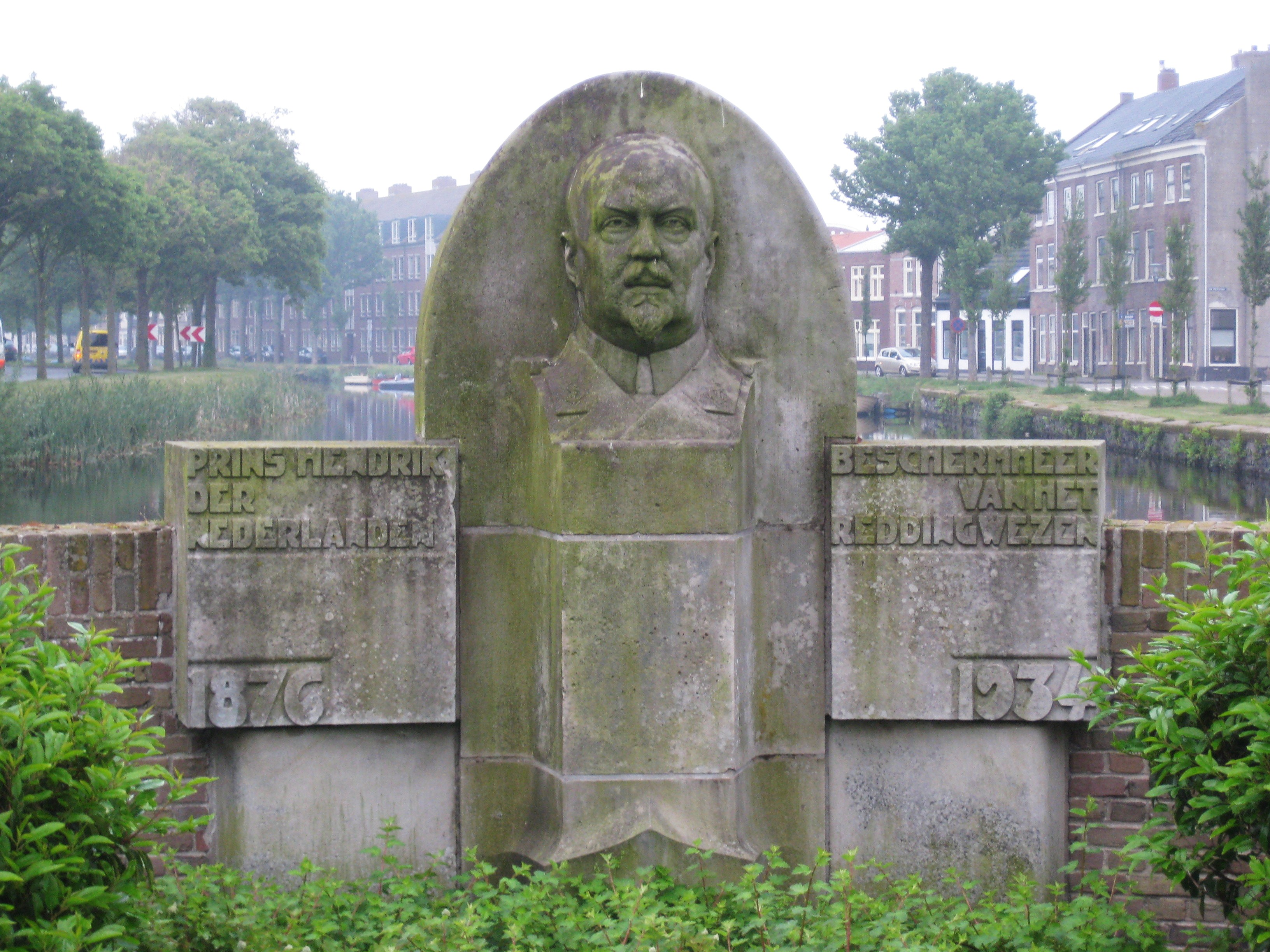
Памятник герцогу Генриху Мекленбургско-Шверинскому (принцу-консорту Хендрику Нидерландов, 1935 г.)
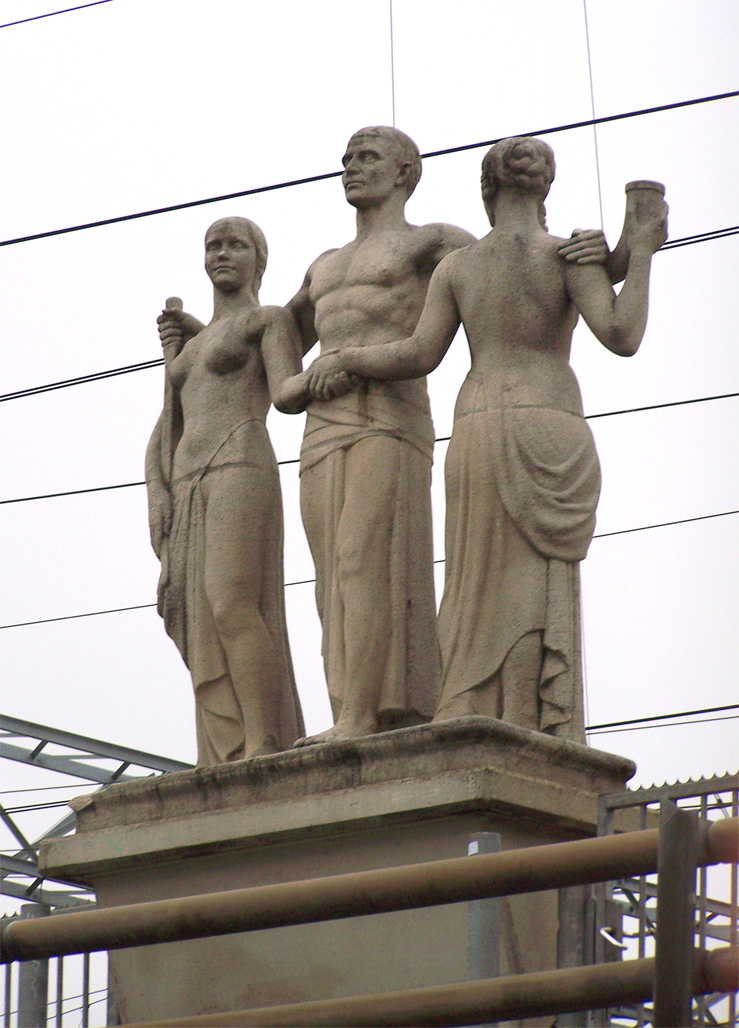
Последняя скульптура Ван дер Вина, «Единство страны» (1940), ныне в Утрехте
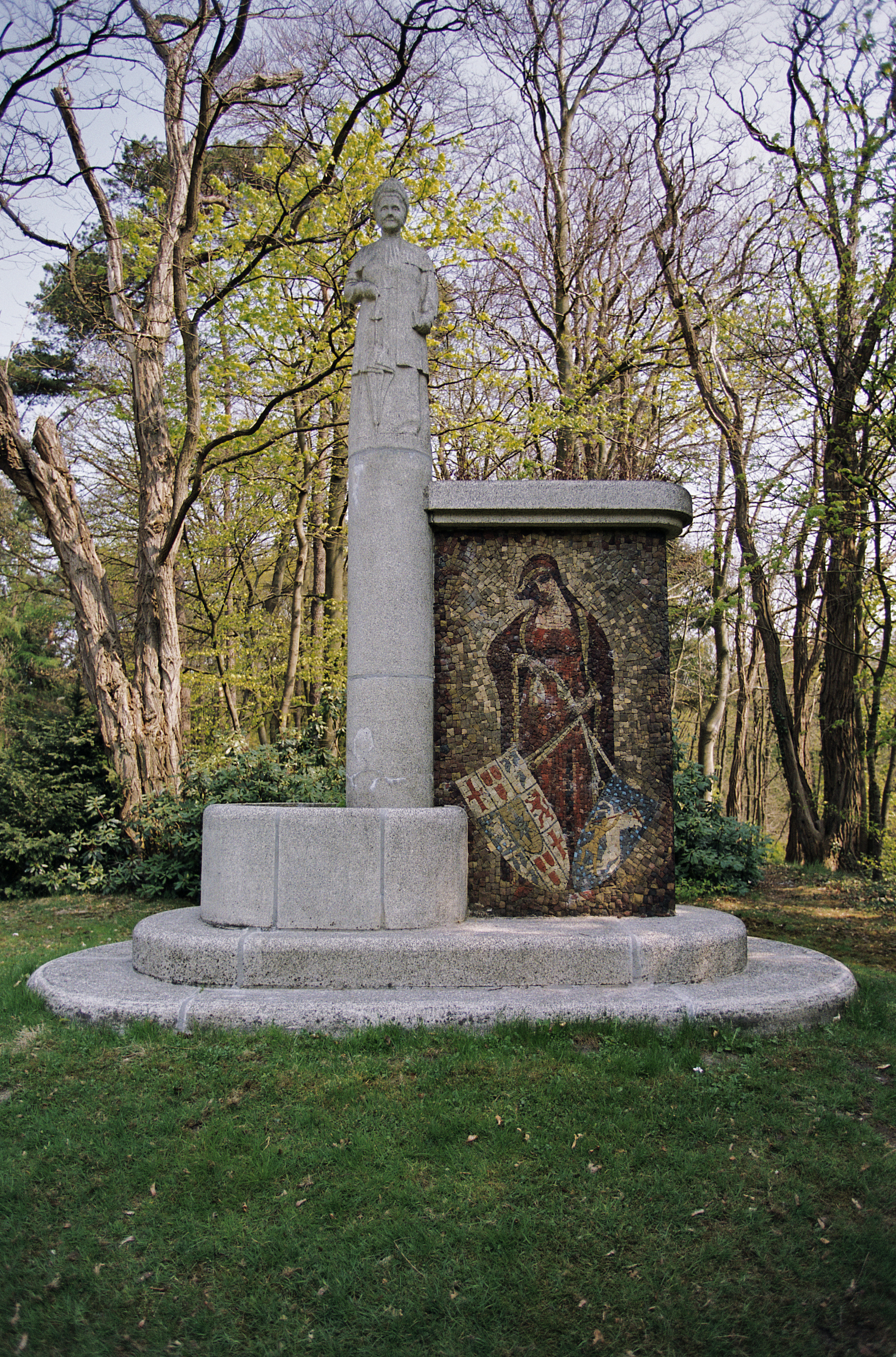
Памятник Королеве Эмме в Баарне